# 自動契約機

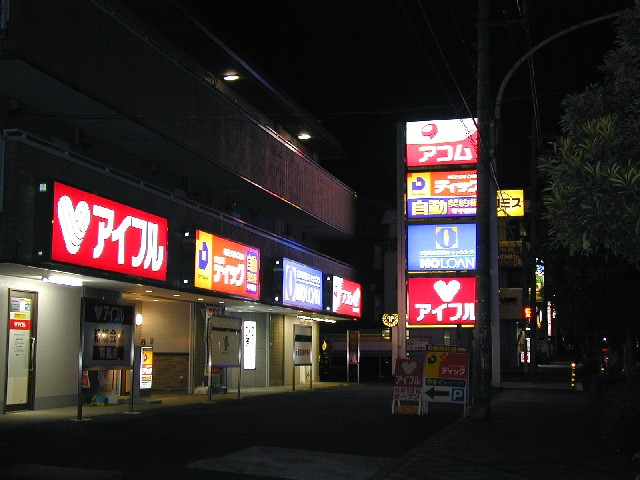
消費者金融の自動契約機が集まる建物（俗に言うサラ金ビル）

自動契約機（じどうけいやくき）とは、消費者金融の支店や無人店舗に設置されている大型媒体(情報機器)で、遠隔地との間で身分証明書の提示と情報入力などにより審査を行い、その場で金銭賃借の契約手続とサラ金カードを発行する大型情報機器である。

## 概要
契約機が設置してある場所に無人店舗が多いことから、無人契約機とも言うが、人手で審査が行われるため必ずしも正しいとはいえない表現である。
1993年にアコムが設置した「むじんくん」が最初である。
類似したもので銀行系消費者金融会社のカード申込機がある。これはマルチメディアキオスク端末と同等の大きさで、契約申込書類の投函・本人確認資料のスキャンと、キャッシングカードを発行する機能に特化したものである。また、三菱東京UFJ銀行にも口座の開設、各種届出などができる自動受付機（愛称は旧UFJ銀行が「テレビ窓口」、旧東京三菱銀行が「テレビバンク」としてきたが、新システム稼動に伴い、旧UFJ側の名称に統一。通帳は、併設のATMで即時発行できるが、しなかった場合は、キャッシュカードとは別便で後日送付される）があり、三井住友銀行にもローン契約機（自行・プロミス・アットローンの3社カスケード事業による、いずれかの契約が可能な機種で、略称はACMと称している）でも、通帳を発行しない形態かつ総合口座扱いとはしない普通預金の口座開設が可能である。主要なメーカーは、オムロン、NEC、沖電気工業である。
業種は異なるが、東日本旅客鉄道（JR東日本）や西日本旅客鉄道（JR西日本）、東海旅客鉄道（JR東海）の一部の駅で導入が開始された指定券などの対話型無人自動券売機「もしもし券売機Kaeruくん」、「みどりの券売機プラス」、「サポートつき指定席券売機」も、遠隔地との間で証明書などの画像も含む情報をやり取りして、乗車券類を購入することから、技術的には自動契約機に近い。

## 自動契約機の特長
契約に際して、消費者金融会社の社員と面会してのやり取りをせずに契約申し込みや融資を受けることができる。
技術的には通信回線を使ったテレビ会議システムを応用したシステムで構成され、複数のテレビカメラで室内にいる契約者の表情や姿を、専用回線を通し遠隔地にいるオペレータにモニターされ、挙動不審が無いか調べ、店頭での面会による手続と同じく対面与信を用いて信用度をチェックしている。
自動契約機を受付端末、オペレータ端末を決済端末と称し、その接続形態は１対１対応から１対ｎ対応、更にはｎ対ｍ対応が可能であり決済端末の拠点を母店とし、１母店から複数台の受付端末を操作することが可能であり、この効率性から急激に発展した。
身分証明書や契約書の確認も走査（スキャン）やファクシミリを応用しており、即座に確認できるようになっている。
審査後カードが作成されると、隣に設置してある現金自動支払機で直ぐキャッシング出来る利点がある。

## 課題点
通信回線があれば狭いスペースにでも設置でき、人件費のほとんどかからない無人拠点（いわゆる「サラ金ビル」）を多数開設できることから、利便性向上・増益・人件費削減に貢献したものであるが、人目を気にするのを好まない人を呼び寄せるためにつくられたとも言われ、消費者金融からの借り入れを容易にしやすくすることで自己破産や個人再生などの債務整理・クレサラ問題の発端であると考える識者も多い。
他人の物や偽造した健康保険証など、顔写真無しの本人確認書類を用いての契約が過去に多発したため、収入面より本人確認書類のチェック（精細なスキャナ画像で確認するなど）に重点を置く傾向がある。
実際に、個人信用情報の本人申告に基づき、健康保険証紛失の登録が有る者の健康保険証を用いて自動契約機で契約し、即座に限度額一杯までキャッシングするという不審な行動が有ったため、契約を受け付けた社員が即ちに警察に通報し詐欺・横領の容疑で検挙された事例が幾つかある（本来は契約時点で不審に気付くのが望ましいとされる）。

## 主要機種名
- アコム - むじんくん
- アイフル - お自動さん（お地蔵さんを捩ったもの）
- プロミス - いらっしゃいまし〜ん（1999年までの名称。現在は機種名そのものが付いていない。挨拶「いらっしゃいませ」を捩ったもの）
- 武富士 - ￥enむすび （縁結び）
- レイク - 無人契約機（過去は「ひとりででき太」という名称がついていて、元サッカー日本代表監督のジーコが宣伝していた）
- 三洋信販 - ポケットバンク